# Басманов, Алексей Данилович
Алексе́й Дани́лович Басма́нов (ум. 1570) — воевода, наместник, окольничий и боярин во времена правления Ивана IV Васильевича Грозного. Один из предводителей опричнины.
Был сыном Даниила Андреевича Плещеева-Басмана.

## Биография
В 1543 году во время малолетства Ивана IV участвовал в боярском заговоре Шуйских против Фёдора Семёновича Воронцова. В 1544 году третий воевода в Елатьме. В 1550 году второй воевода на Бобрике. В 1550 году участвовал в первом походе на Казань. В 1551 году воевода в Пронске. Отличился во время осады Казани в 1552 году, проявив храбрость во время одного из приступов, за что был пожалован чином окольничего в том же году. В 1555 году в битве при Судбищах во главе семитысячной армии в течение полутора суток отражал натиск 60-тысячной армии крымского хана Девлет-Гирея. В это же время местничал с Иваном Васильевичем Шереметьевым-Большим, но было указано быть без мест. В сентябре 1555 года местничал с князем Ф. И. Кашиным. В 1556 году стал боярином, был назначен вторым наместником в Новгороде. Накануне Ливонской войны, в качестве новгородского наместника, вёл переговоры со Швецией. С началом Ливонской войны в 1558 году отправился на войну, проявил себя талантливым полководцем, захватив Нарву оставлен в городе первым воеводою и принял участие в осаде Полоцка. В 1559 году принимает участие в походе против крымцев. В 1560 году участвует во взятии Феллина. В 1561 году вёл переговоры со Швецией и Данией. В 1563 году участвует в походе на Полоцк вторым воеводой Передового полка. После взятия Полоцка в 1563 году и временного прекращения военных действий вернулся на родину, проживал в богатом поместье на берегу реки Оки. В марте этого же года вновь местничал с И.В. Шереметьевым назначенным первым воеводою в полоцком походе. Узнав о нашествии крымского хана Девлет-Гирея в 1564 году, вооружил своих людей и вместе с сыном Фёдором заперся в Рязани. Организовал оборону Рязани, благодаря чему войска хана, несмотря на ветхость городских укреплений, не сумели захватить город. Но Басманов не дал врагам уйти спокойно, он организовал их преследование, разбил один из татарских отрядов, пленив при этом мурзу Мамая и 500 татар. За лихость пожалован наградными «золотыми».
- Битва с татарами под Рязанью в 1564 г.
- Алексей и Федор Басмановы отбивают атаку татар под Рязанью
- Алексей и Федор Басмановы отправляют пленных татар к Ивану IV
- Алексей и Федор Басмановы с владыкой Филофеем в Рязани ожидают прихода крымских татар

Вошёл в число ближайших приближённых Ивана IV, имел большое влияние на царя. Сопровождал царя Ивана Грозного при его отъезде в Александровскую слободу в декабре 1564 года. Был одним из инициаторов введения опричнины, он же руководил формированием опричной гвардии.В литературе высказано мнение о том,что А.Д.Басманов являлся главой опричной Боярской Думы..  От имени царя совершил ряд злодеяний, в частности, в 1568 году изгнал из храма митрополита Филиппа. Зимой 1569—1570 годов был обвинён с князем Афанасием Вяземским и был казнён по приказу Ивана Грозного по подозрению в подготовке перехода Новгорода и Пскова под власть польского короля Сигизмунда Августа. Р. Г. Скрынников считает, что устранение Басманова было делом стремившихся к власти Малюты Скуратова и Василия Грязного.
 

Андрей Курбский писал, что Алексей Басманов был убит своим сыном:

Фёдор Басманов, своей рукой зарезал отца своего Алексея, преславного льстеца, а на деле маньяка (безумца) и погубителя как самого себя, так и Святорусской земли.
— Андрей Курбский. «История о великом князе Московском»
Однако эта версия не подтверждается при обращении к другим источникам.
.
На государственной службе: по родовитости он уступал многим членам Думы, но прославился на Ливонской войне как отчаянный и решительный воевода, а в мирное время как верный собутыльник царя, балагур и любитель грубых шуток и маскарадов. Басманов советовал царю, чтобы победить страх и стать грозой для своих подданных — казнить их немилосердно за любые подозрения в измене.
Мнения об А. Басманове
- «Маньяк и погубитель как самого себя, так и Святорусской земли» — А. М. Курбский. «История о великом князе Московском»
- «Воевода мужественный, но бесстыдный угодник тиранства» — Н. М. Карамзин. «История государства Российского»

До наших дней дошел уникальный документ — вкладная грамота боярина Алексея Даниловича Басманова, данная церкви великомученника Никиты в родовом селе Басмановых Елизарово. Вечная память (вечное поминовение) устанавливалась по родственникам и «по тех людям, которых на госыдаревых службах на Поле и в две Казани при мне, при Алексее, побили. А имена их написаны в большой церкви над жертвенником». Люди Басманова — это его боевые холопы, которые вместе со своим предводителем ходили в казанские походы и бились с крымским ханом. Грамота Басманова уникальна, от XVI века не дошло другого документа, в котором военачальник увековечил бы память своих павших соратников и это характеризует лучше всего личные качества полководца.
В синодике опальных людей Ивана Грозного значится боярин Алексей Басманов и его младший сын Пётр, Фёдор же был отправлен в ссылку, где вскоре и умер.

## Семья
Алексей Данилович Басманов был единственным сыном Данилы Андреевича Плещеева по прозванию Басман. Он принадлежал к старшей ветви одного из древнейших боярских родов старомосковского боярства, о которым шведам во время переговоров было заявлено «и то извечные государские бояре родов за тридцать и более». Отец будущего воеводы, постельничий Ивана III, попал в плен в сражении под Оршей в 1514 году и умер в плену в Литве.
Суздальский Покровский монастырь — место захоронения его жены. Имя её ни в одних списках умерших и ссыльных женщин в Покровском монастыре не значится. Место погребения было найдено случайно при раскопках около западной стены собора. Имя её не сохранилось на надгробии, а, возможно, и совсем было не упомянуто. Возможно, её сослали в Суздаль в год казни мужа, то есть в 1569—1570 годах. Умерла она, судя по надписи, 14 сентября 1597 года.
Имел сына — Фёдора Басманова, также бывшего известным опричником и личным другом царя Ивана Грозного.

## В искусстве
в кинематографе:
- В фильме «Иван Грозный» 1944 года режиссёра Сергея Эйзенштейна. В роли Алексея Басманова — Амвросий Бучма.
- В фильме «Царь Иван Грозный» (1991), экранизации повести «Князь Серебряный». В роли Алексея Басманова — Валентин Кулик
- В фильме «Гроза над Русью» (1992), экранизации повести «Князь Серебряный». В роли Алексея Басманова — Виктор Щеглов
- В фильме «Царь» 2009 года режиссёра Павла Лунгина. В роли Алексея Басманова — Александр Домогаров
- В телесериале «Иван Грозный» (2009 года) Андрея Эшпая роль Алексея Басманова исполняет Виктор Запорожский.
- В сериале «Грозный» 2020 года. В роли Алексея Басманова — Виталий Хаев.